# 城西垃圾焚化廠
城西垃圾焚化廠為一座位在臺灣臺南市安南區的垃圾焚化廠，該廠由臺南市政府環境保護局擁有產權，並委託信鼎技術服務股份有限公司進行廠區維護與營運事宜。

## 沿革
城西垃圾焚化廠最早之預定興建場址位於臺南市的灣裡地區，並且，當時這項計畫是由臺灣省政府環境保護局透過中美基金的贈款委託中華顧問工程公司來完成焚化廠的規劃工作，然而後續焚化廠之規劃計畫受到當地居民強烈反彈，因此焚化廠廠址重新遴選，最終決定將焚化廠廠之訂於安南區城西里內。位在安南區的焚化廠廠址原為國有財產局所有，後經臺南市政府辦理土地利用變更將該地變更為垃圾處理場用地。
1988年，臺南市政府委託名景工程顧問股份有限公司及新環工程顧問有限公司進行安南區垃圾焚化廠興建計畫的環境影響評估作業，總工作日期為同年1月至12月止。
城西垃圾焚化廠於1987年由臺南市政府委託中華顧問工程公司開始進行規劃工作，其中，委辦內容包括有用地勘選、地形測量、地質鑽探及環境評估等。1988年11月18日，臺南市再與中華顧問簽訂工程設計及施工監督服務的合約書。1988年11月14日，行政院向臺南市政府發函同意焚化廠之興建計畫，而建廠經費部分，由中央政府及臺南市政府各負擔一半，並由省政府來負責興建計劃辦理。
臺灣省政府環保處於1989年1月6日邀請臺南市政府及中華顧問召開臺南市城西里垃圾焚化廠接辦事宜的會議，會中決議，臺南市政府與中華顧問將原簽訂辦理該工程設計及監造工作服務的合約書移交給臺灣省政府環境保護處接續辦理，並增訂契約條款。此項決議於1989年2月13日起生效。
1989年3月9日，中華顧問向臺灣省政府環保處提送「臺南市城西里垃圾焚化廠性能及經濟效益評估報告」，臺灣省環保處於7月26日回函表示同意備查。8月，環境影響評估作業完成。
1989年4月4日，臺灣省政府環保處向行政院經濟建設委員會及行政院環境保護署發函表示，臺南市垃圾焚化廠其機電及主體廠房預計將委託中央信託局採國際標統包方式對外招標，並再細分為資格標、規格標及價格標等三段標的方式辦理。4月24日正式對外招標。
經歷4次招標後，1993年4月29日，由中興電工機械股份有限公司與丹麥的福龍公司（英語：VOLUND）兩家公司聯合投標之組合得標焚化廠之興建工程。11月17日正式完成簽署施工合約。原定於1994年3月11日廠商進駐動工，然而直至隔年1月11日，得標廠商才正式進入到焚化廠工區施工，也因此一開工隨即發生工程進度嚴重落後之問題，臺南市政府得知後1月20日向中央信託局發函表示廠商需依合約規定處理，中央信託局告知得標廠區須於3個月內限期改善，否則將終止合約，後續到5月15日，中央信託局前往視察認為施工進度獲得改善。
1996年2月中，得標組合中的中興電工公司內部財務狀況發生問題，加上該公司內因經驗不足，缺乏設備界面及儀控統合能力，迫使焚化廠工程進度停滯不前。9月26日，中央信託局召開主體統包工程終止、解除合約或繼續由統包商施工相關事宜的討論會議。會後決定，於同年11月改由得標組合的另一家公司，丹麥福龍公司進駐工區接管並主導後續施工，工程進度才得以以繼續推展。
1998年5月13日，城西垃圾焚化廠接近完工，垃圾開始進場堆置儲坑中。5月21日，時任臺灣省政府省長的宋楚瑜前往城西垃圾焚化廠主持點火典禮，全系統開始運轉處理垃圾。
1999年2月16日，城西垃圾焚化廠正式完工，並開始進行廠區設備驗收作業，8月12日，完成驗收。8月17日，廠區移交給臺南市政府管理。9月6日完成8,000小時連續運轉耐久測試。

## 組織架構
- 臺南市政府：臺南市城西垃圾焚化廠權利所有權人。
- 臺南市政府環境保護局：臺南市政府授權處理及執行單位。
- 環保局駐廠科長：臺南市政府環境保護局駐廠代表。
- 監督顧問公司：環保局委託監督焚化廠操作營運之公司。
- 信鼎技術服務股份有限公司：承攬「臺南市城西垃圾焚化廠委託操作管理服務」之公司
- 操作駐廠廠長：代表信鼎公司為廠最高管理者，綜理全廠營運管理，並依操作管理合約及相關法規規定辦理，依分層負責原則執行全廠委託操作管理服務工作。
- 維修組：綜理全廠機械、儀電設備預防保養、預防維修、歲修工作。
- 操作組：綜理全廠運轉管理工作，維持廠內順利運轉，緊急狀況處理，廢氣、廢水之排放符合法規標準及製程品質管理。
- 安衛組：負責全廠安全衛生、緊急應變、災害防治、員工體檢工作之規劃執行。
- 行政組：綜理廠內非技術性事務（人事、財會、採購、倉管、教育訓練、文件管制、公關等）。

## 諸元
- 焚化爐數：2座[2]
- 廠區面積：總面積14.5公頃[2]
- 焚化爐型： 丹麦 VOLUND 階段反覆搖動順推不連續式機械爐床[2][3]
- 燃燒熱值：1600 千卡/公斤[2]
- 儲坑容量：8,000立方公尺[2]
- 設計處理量：900公噸/天[2]
- 回饋設施：水多多樂園城西館[5]（城西垃圾焚化廠委託平實行銷股份有限公司經營，設有溫水游泳池、SPA、造浪池等設施[2]）

## 資料來源
1. 1 2  . 行政院環保署.   [2016-02-29]. （原始内容存档于2019-06-30） （中文（臺灣））.
2. 1 2 3 4 5 6 7 8 9 10 11 12  . 城西垃圾焚化廠.   [2025-03-04]. （原始内容存档于2019-06-09） （中文（臺灣））.
3. 1 2 3 4  . 臺南市政府環境保護局.   [2023-05-03]. （原始内容存档于2016-09-27） （中文（臺灣））.
4. 1 2 3 4 5 6 7 8 9 10 11 12 13 14 15 16 17 18 19 20 21  . 行政院環境部環境管理署.   [2025-02-20]. （原始内容存档于2016-07-28） （中文（臺灣））.
5. ↑  . 水多多樂園.   [2016-02-29]. （原始内容存档于2016-03-22） （中文（臺灣））.

## 外部連結
- 城西垃圾焚化廠 （页面存档备份，存于）（繁體中文）（英文）